# ابوطالب شیروانی
میرزا ابوطالب بنان‌السلطان (۱۲۷۱خ اصفهان - ۱۳۴۷خ) که نام خانوادگی شیروانی برگزید، روزنامه‌نگار، وکیل دادگستری و نماینده مجلس شورای ملی بود. او در مقام قانونگذار بارها کوشید خرید و فروش مشروبات الکلی را در ایران ممنوع کند اما هیچگاه موفق نشد. 

## آغاز کار
در شوال ۱۳۰۹ (فروردین یا اردیبهشت ۱۲۷۱) به دنیا آمد. پدرش میرزا عبدالله قمشه‌ای بنیانگذار مدرسه رشدیه در اصفهان و از مشروطه خواهان این شهر بود که در پی برقراری نظام مشروطه، عضو انجمن ولایتی اصفهان شد اما در پی به توپ بستن مجلس، مخالفان خانه اش را در اصفهان ویران و غارت کردند و او به عتبات عالیات (عراق) مهاجرت کرد.
میرزا ابوطالب در مدرسه انگلیسیها تحصیل کرد و در کنار آن به تحصیلات حوزوی نیز پرداخت. سپس به وکالت عدلیه مشغول شد. در زمان جنگ جهانی اول به «کمیته دفاع ملی» پیوست که شماری از سیاستمداران و نمایندگان مجلس با حمایت عثمانی و آلمان برای مبارزه با نیروهای روسیه و آلمان تشکیل دادنند.

## روزنامه‌نگاری
پس از پایان جنگ جهانی دوم، بنان‌السلطان از پنجم شهریور ۱۲۹۸ روزنامه میهن را در اصفهان انتشار داد که هفته‌ای دو بار منتشر می‌شد و یکی از ویژگیهایش کاربرد واژگان پارسی سره به جای کلمات عربی و فرنگی بود. در دوازدهم فروردین ۱۲۹۹ سرمقاله‌ای علیه وثوق الدوله و قرارداد ۱۹۱۹ نوشت که به بازداشت او به دست ژاندارمری در بیستم فروردین ۱۲۹۹ و توقیف میهن انجامید. در پی اعتراضات گسترده به بازداشت او و شلاق زدنش در زندان، پس از شش روز و آزاد شد. اما یک هفته بعد دوباره ژاندارمری او را دستگیر کرد و به بازداشتگاه باغشاه در تهران فرستاد. در خرداد ۱۲۹۹ آزاد شد و در تهران ماند و از سال بعد انتشار روزنامه میهن را در پایتخت از سر گرفت.
بنان‌السلطان در انتخابات دوره پنجم مجلس شورای ملی در سال ۱۳۰۲ از قمشه انتخاب شد. سید حسن مدرس به اعتبارنامه اش اعتراض کرد و گفت او با فشار و اعمال نفوذ سردارسپه انتخاب شده و سی نفر را از قمشه تبعید کردند تا او بتواند انتخاب شود. اما مجلس در نهایت به اعتبارنامه‌اش رأی موافق داد.
بنان‌السلطان در مجلس عضو جناح اکثریت و هوادار سردارسپه بود با این حال در حکومت نظامی که سردار سپه در اواخر تیر ۱۳۰۳ پس از قتل کنسول امریکا در تهران برقرار کرد، روزنامه‌اش توقیف شد. سال بعد، شیروانی به انقراض قاجاریه و انتقال سلطنت به رضاشاه رأی داد و در آذر ماه به عضویت مجلس مؤسسان برگزیده شد که به برپایی خاندان پهلوی رسمیت بخشید. 

## نفت شمال
با روی کار آمدن رضاشاه، شیروانی در دوره ششم نیز به نمایندگی قمشه به مجلس رفت. شیروانی در هجدهم خرداد ۱۳۰۶ طرحی به مجلس شورای ملی داد که به مدت ده سال، یک دهم حقوق کلیه کارکنان دولت کسر شود و با سرمایه‌ای که به دست می‌آید، «شرکت سهامی نفت گیلان و تنکابن» تشکیل شود که همه کسانی که این مبلغ از حقوقشان کم شده، سهامدار آن باشند و این شرکت به مدت سی سال امتیاز انحصاری کشف و استخراج نفت را در گیلان و تنکابن داشته باشند.  این طرح هیچ‌گاه در دستور کار مجلس گذاشته نشد.

## زمین‌های قشقایی‌ها
از دوره هفتم شیروانی دیگر به مجلس راه نیافت و صرفاً به وکالت دادگستری پرداخت. در سال ۱۳۱۳ شانزده فقره املاک متعلق به صولت‌الدوله قشقایی در سمیرم علیا را از طریق مزایده به بهای ۲۰۶۷۳ تومان خریداری کرد و یک چهارم این مبلغ را نقد و بقیه را در مدت پنج سال در پنج قسط متساوی پرداخت کرد. این املاک را دولت بزور از صولت‌الدوله قشقایی گرفته بود.
پس از شهریور ۱۳۲۰ ورثه صولت‌‌الدوله قشقایی این املاک را تصرف کردند و قانونی هم در مجلس تصویب شد که املاکی که در زمان رضا شاه بزور گرفته شده، باید پس داده شود. تحقیقات وزارت دارایی نشان داد شیروانی املاک صولت‌الدوله را در معامله‌ای «کاملاً به زیان دولت و شاید در حدود ده برابر کم‌تر از بهای حقیقی» خریده بوده است. این املاک آن گونه که خود شیروانی در سال ۱۳۲۴ در نامه‌ای به وزارت دارایی نوشته بود، سالیانه ۷۵ هزار تومان درآمد داشتند.
در پی شکایت شیروانی، دولت در سال ۱۳۲۴ به جای املاک سمیرم علیا، روستای خیرآباد ورامین را به او واگذار کرد، در حالی که این روستا در سال ۱۳۲۳ مبلغ ۱۵۲۴۵ تومان نقد، ۳۱۲ خروار گندم، ۲۰۲ خروار جو، ۶۸۲ خروار کاه، بیست خروار پنبه خشک و معادل شصت هزار تومان صیفی‌جات درآمد داشته و بیش از پانصد هزار تومان قیمت داشته است. دکتر مصدق که در آن زمان نماینده تهران در مجلس شورای ملی بود، به این واگذاری اعتراض و علیه محمود بدر وزیر دارایی اعلام جرم کرد.

## بازگشت به سیاست
شیروانی پس از شهریور ۱۳۲۰ دوباره وارد سیاست شد و انتشار میهن را از سر گرفت. در انتخابات دوره چهاردهم مجلس شورای ملی در سال ۱۳۲۲ کوشید دوباره به مجلس برود اما موفق نشد. روزنامه میهن نیز که در آغاز نشریه‌ای دست چپی بود  تا سال ۱۳۲۴ دو سه بار توقیف شد و به راست گرایید.
شیروانی در دوران نخست‌وزیری ساعد مراغه‌ای مدتی رئیس اداره کل تبلیغات و معاونت نخست‌وزیری بود. در هجدهم شهریور ۱۳۲۵ به اتهام توطئه علیه کشور و همکاری با مرتضی‌قلی‌ خان صمصام بختیاری به اتفاق سرهنگ حجازی فرمانده لشکر خوزستان، به دستور مظفر فیروز معاون سیاسی نخست‌وزیر (در دولت قوام) توقیف شد و جنجالی به پا خاست ولی پس از چندی آزاد شد. 
شیروانی پس از آزادی میهن را سه روز در هفته منتشر می‌کرد. پس از آنکه مظفر فیروز به سفارت ایران در مسکو تعیین شد، شیروانی سلسله اعلام جرمهایی علیه او تهیه کرد و به دادگستری داد و سرانجام در اثر پافشاری و تعقیب او، پرونده به جریان افتاد و فیروز برکنار شد. 